# Mapas colaborativos
Los mapas colaborativos o mapeo colaborativo son el desarrollo de mapas web y contenido generados por un usuario, un grupo de personas o entidades, y puede tomar formas distintas. Con el avance de la tecnología para almacenar y compartir mapas, los mapas colaborativos se han convertido en competidores de los servicios comerciales, como OpenStreetMap, o en parte de ellos, como Google Map Maker y Yandex Map Editor.

## Tipos
Las aplicaciones de cartografía de colaboración varían según el punto donde se produce dicha colaboración: sobre el propio mapa (superficie compartida), o en las superposiciones. Una aplicación de mapas colaborativos simple podría mostrar la ubicación de los usuarios (mapas sociales o red geosocial), o la localización de los artículos de Wikipedia (Placeopedia). En este sentido, “colaborativo” implica la posibilidad de edición por varios individuos diferentes, por lo que el término suele excluir aplicaciones donde los mapas no pueden ser modificados por el usuario general. 
En este tipo de aplicación, el mapa en sí se crea en colaboración al compartir una superficie común. Por ejemplo, tanto OpenStreetMap como WikiMapia permiten la creación de “puntos de interés” particulares, y también de áreas y características lineales. Pero el mapeo colaborativo y, en especial el compartir superficies, ocasiona problemas de revisiones, es decir, complica el control de versiones y accesos simultáneos. Además, la acumulación es habitual en los mapas colaborativos debido a las restricciones geométricas del medio. Una forma de minimizar estos inconvenientes es el uso de superposiciones. 
Las superposiciones agrupan elementos sobre el mapa, lo que permite al usuario alternar la visibilidad de dichas superposiciones y con ella la de los elementos que contiene. La aplicación utiliza plantillas de terceros (por ejemplo, de APIs de mapeo) a las que se añaden las superposiciones colaborativas, a veces al estilo wiki. Si cada superposición incluye las revisiones de su usuario, el problema de acumulación y de control de versiones se reduce significativamente.

## Contexto comercial
Según Edward Mac Gillavry, consultor y especialista en mapeo colaborativo, existe una dicotomía entre los proyectos empresariales y los impulsados por los usuarios. El flujo de información en las iniciativas corporativas suele ser unidireccional desde el proveedor de servicios, mientras que las iniciativas de los usuarios se caracterizan por un flujo bidireccional.
Grandes empresas de internet han desarrollado aplicaciones de mapas con rasgos colaborativos, como Google Maps con Google Map Maker, cerrado en marzo de 2017. Aunque Google permite mashups para el uso flexible de las imágenes rasterizadas, el sistema Map Maker era unidireccional en lo referente a los datos del mapa en bruto. 
Esto contrasta con el mapeo colaborativo no comercial de OpenStreetMap, que permite la descarga libre de todos los datos de los mapas a través de solicitudes de la API, o incluso la descarga completa de la base de datos planet.osm. 

## Mapeo colaborativo humanitario
El mapeo colaborativo es actualmente parte fundamental de muchas labores humanitarias. Aplicaciones de mapas como OpenStreetMap o Google My Maps proporcionan la infraestructura y la delimitación administrativa de mapeo para iniciativas que permiten la planificación de las acciones, la cuantificación de los dañosy el apoyo a la canalización de recursos de manera efectiva y transparente tras una catástrofe.
Proyectos como Missing Maps facilitan la labor de los servicios de emergencias y organizaciones no gubernamentales y acortan el tiempo de respuesta a las crisis.